# Саблињски споменик природе
Саблињски споменик природе (рус. Са́блинский памятник природы) заштићено је подручје у категорији споменика природе (МУЗП категорија III) у централном делу Лењинградске области, на северозападу европског дела Руске Федерације. Административно припада Тосњенском рејону Лењинградске области.

## Основне информације
Саблињски споменик природе налази се на северу Тосњенског рејона Лењинградске области, недалеко од варошице Уљановка, на око 40 километара југоисточно од Санкт Петербурга. Заштићена зона обухвата подручје површине од 328,8 хектара и у свој састав укључује кањоне река Тосне и Саблинке са јасно израженим стенама камбријумске и ордовичке старости, два мања водопада и неколико мањих пећина вештачког порекла. У оквиру заштићеног подручја налази се и неколико историјских локалитета, међу којима су древни кургани (велике гробне хумке грађене још у бронзаном добу), локалитет на којем се војска Александра Невског припремала за битку са Швеђанима, те некадашње имање грофа Алексеја Толстоја „Пустињка” (рус. «Пустынька»).
Саблињски споменик природе има статус заштићеног подручја од 29. марта 1976. године.

## Водопади
У границама парка налазе се два водопада. Саблински водопад (59° 39′ 40″ N 30° 47′ 06″ E / 59.66111° С; 30.78500° И) на реци Саблинки је нешто виши и његова висина износи око 2,3 метра у просеку. Водопад на реци Тосни (често називан и Гертовски, по оближњем селу Гертово) је нешто мање висине која у просеку износи око 2 метра (59° 38′ 40″ N 30° 48′ 31″ E / 59.64444° С; 30.80861° И). Висина оба водопада није константна и зависи од степена ерозије и водостаја.
- Саблињски водопад
- Саблињски водопад
- Тосњенски водопад
- Тосњенски водопад зими

## Саблињске пећине
У другој половини 19. века долази до интензивног развоја индустријске производње у Санкт Петербургу. Град се убрзано шири и потребе за грађевинским материјалима, између осталог за стаклом нагло расту. Да би се задовољиле потребе брзо растућег града за сировинама, у његовој ближој и даљој околини почиње са интензивним експлоатацијама природних ресурса. Један од значајних ресурса био је кварцни песак од којег се производило стакло, а који се налазио у значајним депозитима у слојевима средњокамбријумске старости на подручју данашњег Саблињског споменика природе. Последица експлоатација кварцног песка су бројне пећине, углавном настале у другој половини XIX века и почетком 20. века. Иако је током Првог светског рата и потом револуција у Русији обим производње у стакларској индустрији знатно опао, производња се спорадично наставила све до Другог светског рата. Након рата експлоатација кварцног песка на том локалитету се употпуности обуставља, а пећине се препуштају деловању природних сила. Услед деловања ерозивних агенаса поједини ходници колапсирају и њихове таванице се урушавају, а истовремено се отварају и нове пукотине. У новије време пећине се налазе под заштитом као јединствен историјски споменик.
У садашње време постоје 4 велике и мноштво мањих пећина. Приступ туристима омогућен је у 4 највеће пећине: Левобережнаја (рус. Левобережная), Жемчужнаја (Жемчужная), Штани (Штаны)и Верјовка (Верёвка). Међу мањим пећинама истичу се Трјогласка (Трёхглазка), Пљажнаја (Пляжная), Мечта, Санта Марија (Санта-Мария), Графски грот (Графский грот) и Лиси нори (Лисьи норы).
У неким од пећина налазе се поставке које приказују живот људских заједница у пећинама током праисторије, али и рударе који су радили на ископавањима кварцног песка.
- Улаз у пећину Пљажнаја
- Поставка „Рудар”
- Поставка „Праисторијска пећина”
- Делимично поплављена пећина
- Детаљ из једне од пећина